# Ron Jefferson
Ron Jefferson, bijnaam "Vous Etes Swing" (New York, 13 februari 1926 - Richmond (Virginia), 7 mei 2007) was een Amerikaanse jazz-drummer in de bop.
Jefferson was tapdanser, daarna richtte hij zich op het drummen. Hij speelde bij Oscar Pettiford en Freddie Redd (midden jaren vijftig). In 1957 richtte hij met Charlie Rouse en Julius Watkins de groep The Jazz Modes op, een swing-bopband die twee jaar actief was en verschillende albums maakte. Hierna werkte hij bij Les McCann (circa 1960-1964). Hij vestigde zich vervolgens in Los Angeles, waar hij een album als leider opnam en meespeelde op een plaat van trombonist Tricky Lofton en trompettist Carmell Jones. Hij speelde met onder meer organist Richard Holmes (circa 1961-1962) en Zoot Sims en toerde met saxofonist en bandleider Roland Kirk. Jefferson woonde ook enkele jaren in Parijs, waar hij drumde voor zangeres Hazel Scott, tevens nam hij hier een album op. Terug in New York presenteerde hij met drummer John Lewis een televisieprogramma, waarin zij jazzmusici interviewden.

## Discografie
- Love Lifted Me, Pacific Jazz, 1962
- Vous Etes Swing, Catalyst Records, 1976

The Jazz Modes:
- Jazzville, Dawn Records, 1956
- Les Jazz Modes, Blue Moon Records, 1956
- Mood in Scarlet, Dawn, 1957
- The Most Happy Fella, 1958
- The Jazz Modes, 1959
- Smart Jazz for the Smart Set, 1960

- Biblioteca Nacional de España: XX5448103
- Bibliothèque nationale de France: cb139318277 (data)
- Catàleg d'autoritats de noms i títols de Catalunya: 981058515978806706
- Gemeinsame Normdatei: 134764390
- International Standard Name Identifier: 0000 0000 5514 4299
- Library of Congress Control Number: n96021690
- MusicBrainz: a4558458-6075-459a-92f4-3cbf8ea075fc
- Nationale Bibliotheek van Israël: 987007402246205171
- Système universitaire de documentation: 244016887
- Virtual International Authority File: 49411219
- WorldCat: E39PBJyCDRxPvg3vm6Q7MmYgKd